# Loveț, Tărgoviște
Loveț (în bulgară Ловец) este un sat în comuna Tărgoviște, regiunea Tărgoviște,  Bulgaria. 

## Demografie
Componența etnică a satului Loveț
     Bulgari (23,5%)
     Romi (23,26%)
     Turci (50,83%)
     Nicio identificare (2,39%)
La recensământul din 2011, populația satului Loveț era de 417 locuitori. Din punct de vedere etnic, majoritatea locuitorilor (50,83%) erau turci, existând și minorități de bulgari (23,5%) și romi (23,26%). Pentru 2,39% din locuitori nu este cunoscută apartenența etnică.